# Христо Кюлюмов
Христо Илиев Кюлюмов е български учител и общественик, деец на късното българско възраждане в Македония.

## Биография
Христо Кюлюмов е роден във велешкото село Чичево, Османската империя, днес Северна Македония. В 1896 година завършва с единадесетия випуск Солунската българска мъжка гимназия. В 1901 година завършва химия в Софийския университет. От 1902 до 1904 година преподава две години в търговския отдел на Солунската гимназия. След Солунските атентати е арестуван. След това емигрира България, където се занимава с публицистика.
Умира в София.